# Lea-Marie Becker
Lea-Marie Becker poklicno znana kot Lea (stilizirano kot LEA), nemška pevka, besedilopiska in klaviaturistka, * 9. julij 1992, Kassel, Nemčija.

## Življenje in kariera
Pri 15 letih je začela objavljati videe na YouTubu pod svojim imenom Lea-Marie. Študirala je glasbo v Hannovru. Leta 2016 je glasbena založba Four Music izdala njen debitantski album Vakuum.
Leta 2017 je v sodelovanju z nemškim DJ-jem Gestört aber GeiL naredila priredbo pesmi »Wohin willst du?«, ki je dosegla 11. mesto na lestvici poslušanosti v Nemčiji ter 43. mesto na avstrijski. Z njim je napisala tudi »Be My Now«, ki je bila uporabljena kot naslovna pesem osme sezone nemške različice serije The Bachelor. Vse njene pesmi so napisane v nemščini, z izjemo »Be My Now«, ki je v angleščini.
Avgusta 2018 je izdala pesem »Immer wenn wir uns sehn«, ki jo je napisala v sodelovanju z nemškim igralcem za film Das schönste Mädchen der Welt. Septembra 2019 je izdala album 110 v sodelovanju s Capital Bra in raperjem Samro, ki pa je dosegel prvo mesto nemških lestvic.
Lea je bila udeleženka 7. sezone Sing meinen Song – Das Tauschkonzert. Do leta 2018 je živela v Hannovru, od leta 2018 pa živi v Berlinu.

## Diskografija

### Studijski albumi
| Naslov                                                                             | Izid                                                                                        | Najvišja uvrstitev | Najvišja uvrstitev | Najvišja uvrstitev |
| Naslov                                                                             | Izid                                                                                        | NEM                | AUT                | SWI                |
| ---------------------------------------------------------------------------------- | ------------------------------------------------------------------------------------------- | ------------------ | ------------------ | ------------------ |
| Vakuum                                                                             | - Izdano: 22. aprila 2016 - Založba: Four Music - Format: CD, digitalni prenos              | —                  | —                  | —                  |
| Zwischen meinen Zeilen                                                             | - Izdano: 14. septembera 2018 - Založba: Four Music - Format: CD, LP, digitalni prenos      | 6                  | 53                 | 35                 |
| Treppenhaus                                                                        | - Izdano: 29. maja 2020 - Založba: Four Music - Format: CD, LP, digitalni prenos            | 5                  | 7                  | 6                  |
| Fluss                                                                              | - Izdano: 5. novembera 2021 - Založba: Four Music - Format: CD, LP, digitalni prenos        | 6                  | 6                  | 7                  |
| Bülowstraße                                                                        | - Izdano: 4. maja 2023 - Založba: Treppenhaus Records - Format: CD, LP, digitalni prenos    | 5                  | 19                 | 13                 |
| Von der Schönheit und Zerbrechlichkeit der Dinge                                   | - Izdano: 4. oktober 2024 - Založba: Treppenhaus Records - Format: CD, LP, digitalni prenos | 5                  | —                  | —                  |
| »—« označuje album, ki se ni uvrstil na lestvico ali ni bil izdan na tem ozemlju.. |                                                                                             |                    |                    |                    |

### Singli
| Naslov                                                                             | Leto | Najvišja uvrstitev | Najvišja uvrstitev | Najvišja uvrstitev | Album                  |
| Naslov                                                                             | Leto | NEM                | AUT                | SWI                | Album                  |
| ---------------------------------------------------------------------------------- | ---- | ------------------ | ------------------ | ------------------ | ---------------------- |
| »Wunderkerzenmenschen«                                                             | 2017 | —                  | —                  | —                  | Zwischen meinen Zeilen |
| »Leiser«                                                                           | 2017 | 13                 | 41                 | 36                 | Zwischen meinen Zeilen |
| »Zu Dir«                                                                           | 2018 | 54                 | —                  | —                  | Zwischen meinen Zeilen |
| »Immer wenn wir uns sehn« (skupaj s Cyril)                                         | 2018 | 16                 | 59                 | —                  | Zwischen meinen Zeilen |
| »Halb so viel«                                                                     | 2019 | —                  | —                  | —                  | Zwischen meinen Zeilen |
| »110 (Prolog)«                                                                     | 2019 | 43                 | —                  | 80                 | Treppenhaus            |
| »Treppenhaus«                                                                      | 2020 | 18                 | 48                 | 96                 | Treppenhaus            |
| »Okay«                                                                             | 2020 | 85                 | —                  | —                  | Treppenhaus            |
| »7 Stunden« (skupaj s Capital Bra)                                                 | 2020 | 10                 | 14                 | 27                 | Treppenhaus            |
| »Beifahrersitz« (skupaj z Majan)                                                   | 2020 | 48                 | —                  | —                  | Treppenhaus            |
| »Das Leben (du warst schon immer so)«                                              | 2020 | 88                 | —                  | —                  | Treppenhaus            |
| »Du tust es immer wieder«                                                          | 2020 | 79                 | —                  | —                  | Treppenhaus            |
| »Schwarz« (skupaj s Casper)                                                        | 2021 | 7                  | 41                 | 70                 | Fluss                  |
| »Wenn du mich lässt«                                                               | 2021 | 22                 | 52                 | 87                 | Fluss                  |
| »Parfum«                                                                           | 2021 | 43                 | —                  | —                  | Fluss                  |
| »Küsse wie Gift« (skupaj z Luna)                                                   | 2021 | 19                 | 50                 | 70                 | Fluss                  |
| »Eigentlich« (skupaj z 01099)                                                      | 2022 | 19                 | 48                 | 64                 | —                      |
| »In Flammen«                                                                       | 2022 | —                  | —                  | —                  | —                      |
| »—« označuje singel, ki se ni uvrstil na lestvico ali ni bil izdan na tem ozemlju. |      |                    |                    |                    |                        |